# Pronto ad uccidere
Pour plus de détails, voir Fiche technique et Distribution.
Pronto ad uccidere est un poliziottesco ouest-germano-italien réalisé par Francesco Prosperi et sorti en 1976.

## Synopsis
Massimo Torlani est un jeune policier romain qui a un compte à régler avec des trafiquants de drogue qui ont causé la paralysie de sa mère lors d'une fusillade. Massimo décide donc de se faire passer pour un tueur afin de rejoindre l'organisation mafieuse. Il est engagé comme policier sous couverture. Torlani attaque un bijoutier, il est arrêté et doit s'opposer à ses codétenus. Lors d'un combat, il parvient à vaincre le célèbre voyou de la prison, Manolo. Il monte dans la hiérarchie de la prison et rencontre le chef du crime Giulianelli, qui prépare une évasion. Alors que Bavoso s'empare du territoire occupé par Giulianelli, ce dernier et Torlani s'évadent de la prison. Bavoso apprend que la tentative d'évasion a réussi et demande à deux tueurs à gages de s'en prendre à Giulianelli. Ce dernier est blessé lors d'une fusillade, mais Torlani tue les deux tueurs à gages. En signe de gratitude, Giulianelli accueille Torlani dans son gang, qui parvient ensuite à tuer Bavoso pour le compte de Giulianelli.
Mais Torlani veut atteindre les chefs du crime organisé. Giulianelli emmène Torlani à une réunion de la mafia à Gênes avec le parrain Perroni. Le jeune policier s'aperçoit que les deux voyous qui ont estropié sa mère appartiennent à la bande de Perroni, dont la secrétaire a une liaison avec Torlani. Giulianelli engage Torlani pour transporter un camion de drogue de la ville française de Marseille vers l'Italie. Il passe la frontière, mais en chemin, Torlani est attaqué à plusieurs reprises par d'autres gangsters, qui s'avèrent être des hommes de Perroni qui veulent tendre une embuscade au camion. Après avoir réussi à se débarrasser de tous les gangsters, Perroni apparaît au point de rendez-vous et veut tuer Torlani, mais sa secrétaire tire sur Perroni, le tuant, et Torlani révèle alors qu'il est un policier sous couverture. Torlani l'emmène voir Giulianelli à Sanremo. La drogue est chargée sur le yacht de Giulianelli. Après avoir quitté le port, il est poursuivi et arrêté par la police. Torlani se rend à la villa de Perone pour se venger des deux assassins qui ont tué sa mère. Lorsqu'il arrive, les hommes sont déjà morts, tandis que le secrétaire de Perroni est sur le point de s'enfuir en voiture.

## Fiche technique
- Titre original italien : Pronto ad uccidere[1]
- Titre allemand : Tote pflastern seinen Weg ou Alles auf eine Karte[2]
- Réalisation : Francesco Prosperi
- Scénario : Peter Berling, Antonio Cucca, Claudio Fragasso, Alberto Marras (it)
- Photographie : Roberto D'Ettorre Piazzoli
- Montage : Amedeo Giomini
- Musique : Ubaldo Continiello
- Décors : Dario Micheli (it)
- Production : Alberto Marras (it), Vincenzo Salviani, Ingo Hermes
- Société de production : T.D.L. Cinematografica, Hermes Film Synchron
- Pays de production :  Italie -  Allemagne de l'Ouest
- Langue originale : italien
- Format : couleur
- Genre : poliziottesco
- Durée : 88 minutes
- Dates de sortie : 
  - Italie : 9 octobre 1976
  - Allemagne de l'Ouest : 28 juillet 1977

## Distribution
- Ray Lovelock : Massimo Torlani
- Martin Balsam : Giulianelli
- Elke Sommer : le chef de l'organisation
- Riccardo Cucciolla : le commissaire Sacchi
- Ettore Manni : Perroni
- Heinz Domez : Piero
- Ernesto Colli : Settecapelli
- Peter Berling : Bavoso
- Dante Cleri : un détenu avec Giulianelli
- Francesco D'Adda : le bijoutier
- Phillip Dallas : Marti
- Consalvo Dell'Arti : le commissaire de Sanremo
- Gilberto Galimberti : un homme de main de Giulianelli
- Emilio Messina : Manolo
- Gino Pagnani : le maréchal
- Anna Taddei : la mère de Massimo
- Enrico Gozzo
- Massimo Ciprari
- Franco Galizi